# Stenodema laevigata
Stenodema laevigata (лат.) — вид клопов-слепняков рода Stenodema из подсемейства Mirinae (Miridae).

## Распространение
Встречается в Палеарктике от южной и западной Европы до Кавказа и Малой Азии (Сирия, Турция), также Северо-Западная Африка. На север до Литвы и Нижегородской области России.

## Описание
Растительноядные клопы удлинённой формы. Длина 5,9—7,5 мм (до 9 мм). Лоб не выступает над основанием наличника; лабиум достигает метастернума, но не превосходит его; задние бедра отчетливо сужаются к вершине, без шипов; задние голени изогнуты базально; вздутие над проплевральным швом изогнуто; бороздка на задней части мезоплевр присутствует, неглубокая; парные ямки на переднеспинке между calli отсутствуют; волоски на заднем крае заднего бедра гуще, чем на других частях бедра, заметно короче ширины заднего бедра. Отличия в строении гениталий: генитальная капсула немного длиннее ширины, острая апикально, с выростом около каждого парамерного гнезда; апикальная половина правого парамера такая же широкая, как базальная; апикальный отросток правого парамера более или менее острый в заднем виде, но не удлиненный; сенсорная доля левого парамера вздута; везика с двумя мембранозными долями; дорсальная лабиальная пластинка длиной и шириной; мембранозная припухлость на дорсальной лабиальной пластинке присутствует, округлая, не достигает склеротизированного кольца.
S. laevigata очень похожа на S. calcarata и S. trispinosa, но не имеет бедренных шпор. На нижней стороне задних бедер, около вершины, имеется выемка. Взрослые особи и личинки питаются недозрелыми зернами ряда злаковых трав, хотя этот вид часто встречается в более влажных местах обитания, чем S. calcarata. Зимуют взрослые особи, а спариваются весной, когда оба пола становятся зелеными, хотя самцы часто темнее самок. Личинки встречаются с мая по июль, а новое поколение взрослых особей соломенного цвета появляется с июля.
- Stenodema laevigata
- Stenodema laevigata

## Таксономия
Вид был впервые описан в 1758 году шведским энтомологом Карлом Линнеем (1707—1778) под названием Cimex laevigatus Linnaeus, 1758.